# Bruce Low
Pour les articles homonymes, voir Low.
Bruce Low (de son vrai nom Ernst Gottfried Bielke, né le 26 mars 1913 à Paramaribo, Suriname, mort le 3 mars 1990 à Munich) est un chanteur de schlager et de gospel néerlandais, ayant fait sa carrière essentiellement en Allemagne.

## Biographie
Il passa son enfance avec ses trois sœurs et un frère en Amérique du Sud, avec son père, un missionnaire Frères moraves. En 1920, il arrive aux Pays-Bas et joue du saxophone ténor dans l'orchestre de l'école ; il chante aussi dans la chorale de l'église. Après ses études, il s'installe à Berlin pour étudier le sport. Mais une grave blessure (des ligaments déchirés lors d'un exercice au trampoline) l'écarte de ces études, il entame alors des études de chant au conservatoire.
Sa carrière ne commence qu'après la Seconde Guerre mondiale. Il organise des spectacles pour les Américains en Hollande et chante du negro spiritual. Peu après, il participe à des émissions de radio. Ainsi en 1949, il est engagé à Vienne pour chanter dans un spectacle des chants folkloriques africains et en anglais pendant un mois. Il devient employé dans un théâtre, un collègue lui conseille de chanter en allemand, des personnes de maisons de disque le découvrent et lui font signer un contrat. Sa voix basse se fait entendre dans des chansons de westerns. Es hängt ein Pferdehalfter an der Wand, reprise de There’s a Bridle Hangin’ on The Wall de Carson Robison, est son premier succès et le fait connaître.
L'avènement de la vague du rock'n'roll semble annoncer la fin de sa carrière. Sous le pseudonyme de "Thomas Gallauner", Bruce Low écrit plusieurs articles pour le magazine Jasmin. Au début des années 1970, sa voix est de nouveau à la mode, il se met alors à interpréter des chansons originales et quelques gospels. Avec des chansons comme Noah, Das Kartenspiel et Die Legende von Babylon (reprise de Rivers of Babylon), il revient dans les meilleures ventes, fait des apparitions à la télévision pour laquelle il présente des spectacles de cirque.
En 1976, il participe au concours de sélection allemande pour l'Eurovision avec Der Jahrmarkt unserer Eitelkeit et finit neuvième sur douze.

## Discographie
Singles
- Es hängt ein Pferdehalfter an der Wand
- Soviel Wind und keine Segel
- Red River Song
- Hafenlicht (Harbour Lights)
- Abschied von Kingstontown
- Polly-Wolly-Doodle
- Noah
- C'est si bon
- Tabak und Rum
- Hörst du sein heimliches Rufen
- Leise rauscht es am Missouri
- Don’t Cry Susan
- Irgendwo auf fremden Straßen
- Das alte Haus von Rocky Docky
- Heimat deine Sterne
- Die verlorenen Inseln
- Das Kartenspiel
- Die Legende von Babylon
- Sodom und Gomorra
- Die alte Weide
- Um die Ecke pfeift der Wind
- A Dog and a Cat das heißt: Ein Hund und eine Katze
- Weit, weit in der Sierra
- Pechschwarze Augen
- Reiterballade
- Fernandos Cabaret

## Filmographie
- 1950: Une fille du tonnerre
- 1952: Königin der Arena
- 1953: O Cangaceiro
- 1953: Träume auf Raten
- 1953: Wenn am Sonntagabend die Dorfmusik spielt
- 1953: Fleur de Hawaï
- 1954: Geld aus der Luft
- 1957: Tante Wanda aus Uganda
- 1958: Ein Amerikaner in Salzburg
- 1961: Schlagerrevue 1962
- 1963: Die endlose Nacht
- 1966: Sperrbezirk
- 1969: How Did a Nice Girl Like You Get Into This Business? (en)
- 1970–1971: Die Journalistin (Série TV[1])
- 1973: Le Monde sur le fil
- 1975: Le Droit du plus fort
- 1979: Le Mariage de Maria Braun
- 1980: Die Jahre vergehen (TV)
- 1982: Victoria und ihr Husar

## Source de la traduction
- (de) Cet article est partiellement ou en totalité issu de l’article de Wikipédia en allemand intitulé « Bruce Low » (voir la liste des auteurs).